# Van Meter (Iowa)
Pour les articles homonymes, voir Van Meter (homonymie).
Van Meter est une ville du comté de Dallas, en Iowa, aux États-Unis. Elle est incorporée le 29 décembre 1877. 

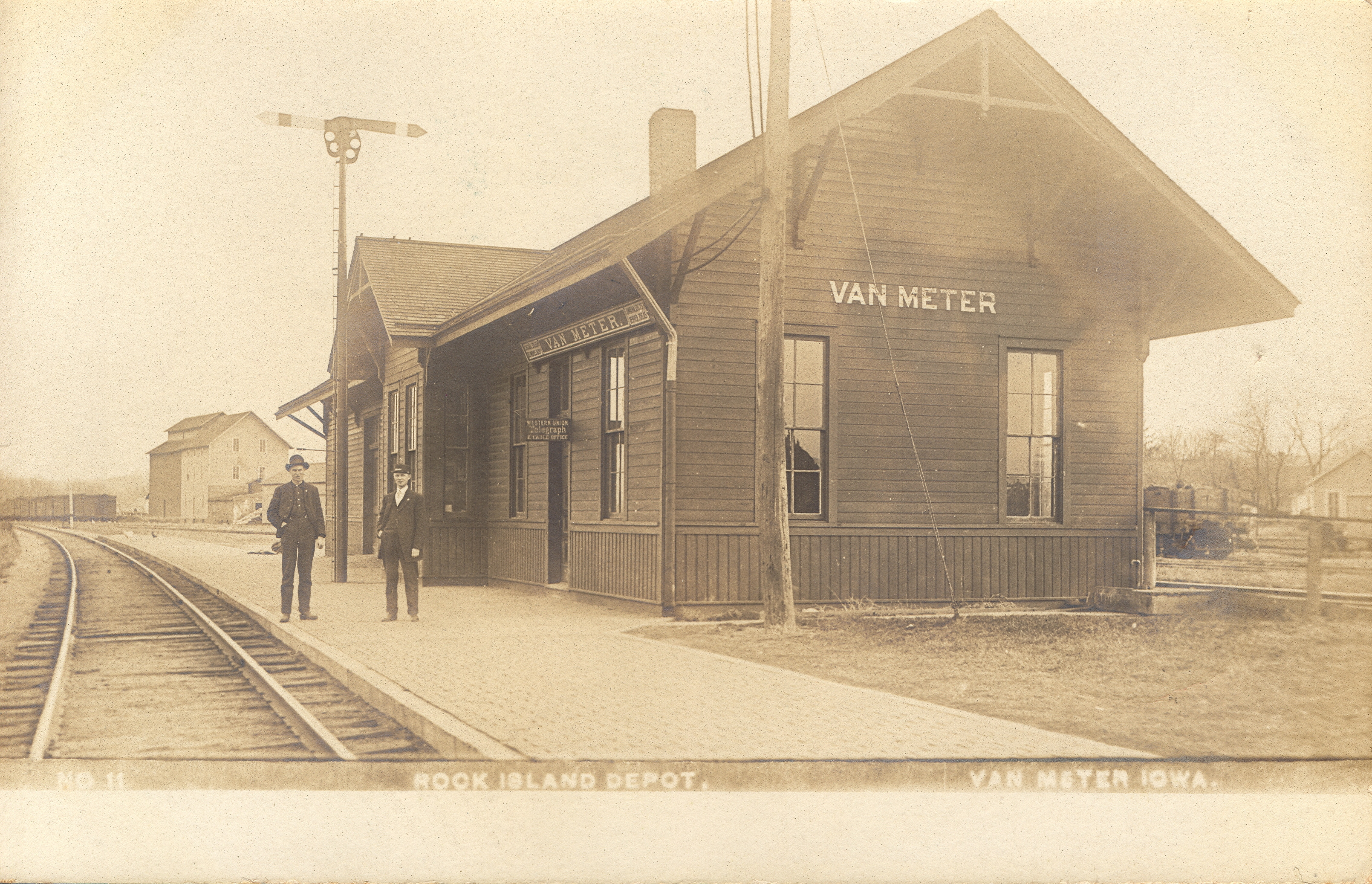
Dépôt de Rock Island, Van Meter, Iowa

## Source de la traduction
- (en) Cet article est partiellement ou en totalité issu de l’article de Wikipédia en anglais intitulé « Van Meter, Iowa » (voir la liste des auteurs).